# 明伏石窟
明伏石窟，位于中国河北省保定市明伏村，为保定市唐县的一个省级文物保护单位，类型为石窟寺，公布时间为1993年7月15日。
明伏石窟的历史年代为唐、明。